# جنون العصر (مسلسل)
جنون العصر هو مسلسل سوري اجتماعي معاصر. وهو الجزء الثاني من مسلسل عصر الجنون.

## قصة المسلسل
تدور أحداث المسلسل عن رصد حكايات حب وتضحية ومشكلات الإدمان والأمراض النفسية.كما تجري جميعها ضمن أجواء بوليسية، حيث يجد عمرو نفسه في مواجهة عصابة جديدة، ترغمه على السرقة تحت التهديد بقتل أخته الصغيرة، بعد أن خانهما وأبلغ عنهما من هنا تبدأ الأحداث في التعقيد والتشابك والتشويق. كما أن الصراع بين عبود وراضي الموجودين داخل السجن من ناحية أخرى، أما صالح الذي يعالَج من الإدمان ويسجن يجد ولده عمرو هو الأخر قد سبقه إلى السجن بعد إدانته بتهمة السرقة، ولكن قيام عمرو بمساعدة السلطات في الإيقاع بالمجرمين تجعل حكمه مخففًا، وبوجودهما معًا في السجن وبوجود عبود وراضي في زنزانة أخرى، تبدأ الأحداث في الإثارة وصراعات كثيرة.

## الممثلين
- بسام كوسا
- سلاف فواخرجي
- زهير رمضان
- باسل خياط
- قصي خولي
- سوسن ميخائيل
- عبد الحكيم قطيفان
- ضحى الدبس
- ميلاد يوسف
- ليليا الأطرش
- نضال سيجري
- جلال شموط
- نضال سيجري
- خالد القيش
- نادين تحسين بيك
- كندة علوش
- عزة البحرة
- فهد النجار
- رواد عليو
- وضاح حلوم
- فادي صبيح
- نضال نجم
- إيمان عبد العزيز
- أسامة حلال
- جمال العلي

## روابط خارجية
- جنون العصر على موقع قاعدة بيانات الأفلام العربية